# Rozdzielnica skrzynkowa

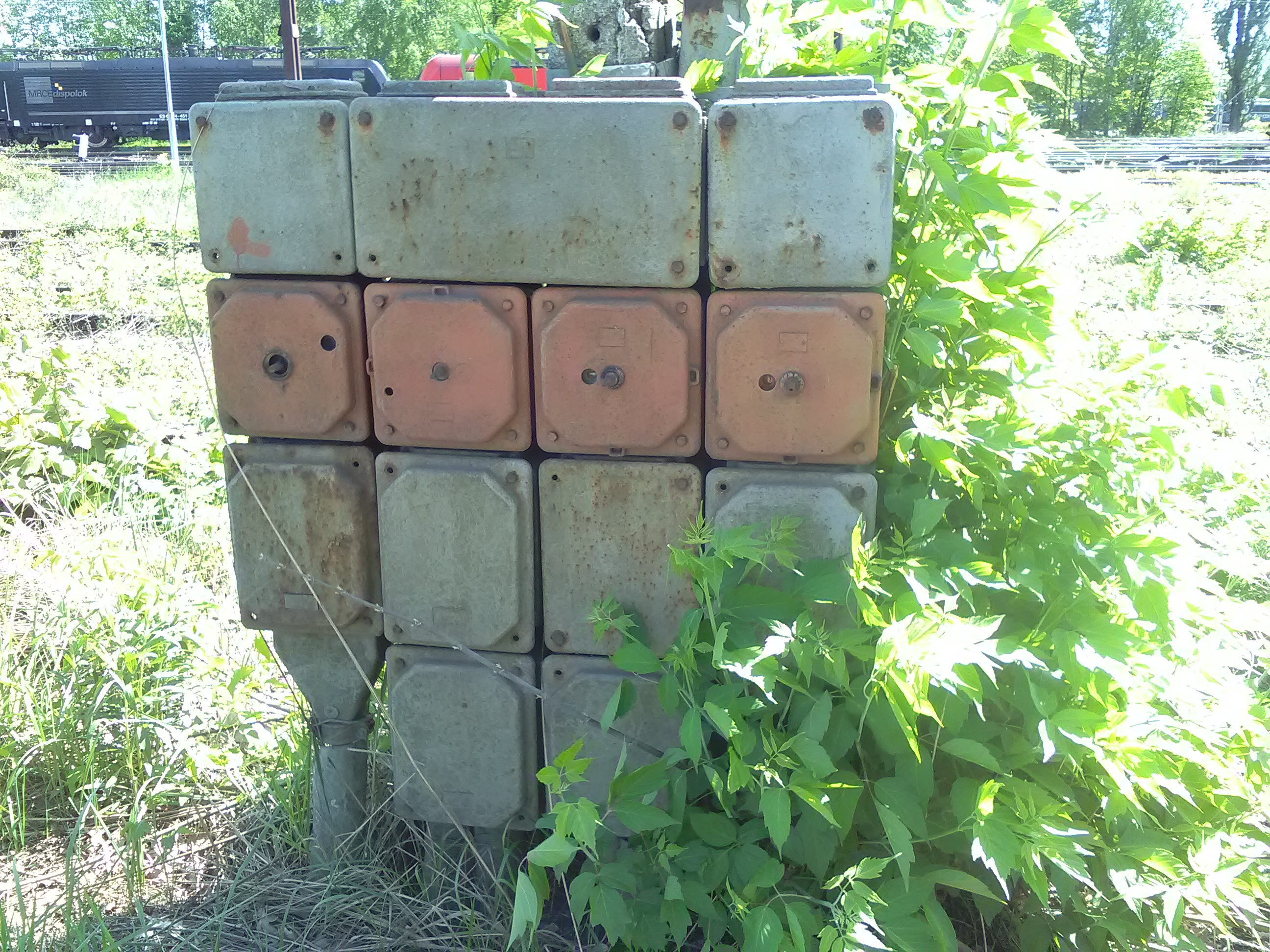
Rozdzielnica skrzynkowa żeliwna. Obecnie spotykna w starszych instalacjach przemysłowych.

Rozdzielnica skrzynkowa – rozdzielnica niskiego napięcia, zazwyczaj przeznaczona do instalacji w obiektach przemysłowych na prądy robocze do kilkuset amperów.
Rozdzielnice skrzynkowe składają się ze znormalizowanych wymiarowo i konstrukcyjnie skrzynek łączonych ze sobą za pomocą śrub lub klinów. Połączone zestawy skrzynek mocowane są do metalowych konstrukcji wsporczych lub bezpośrednio do ściany. Starsze typy rozdzielnic skrzynkowych wykonane były z żeliwa i charakteryzowały się dużą wytrzymałością mechaniczną oraz odpornością na niekorzystne czynniki środowiskowe. Nie posiadały drzwiczek a płyty czołowe mocowane były na śruby do obudowy, co utrudniało obsługę. Obecnie rozdzielnice skrzynkowe wykonywane są z blachy lub z materiału izolacyjnego. Obudowy wykonane z materiału izolacyjnego charakteryzującą się dużą wytrzymałością udarową, są niepalne i nietoksyczne. Mogą być przystosowane do montażu aparatów modułowych.